# Tepargarh
Tepagarh és una serralada de Maharashtra al districte de Chanda, Índia. És coronada per la fortalesa de Tepagarh a 20° 29′ 20″ N, 80° 34′ 20″ E / 20.48889°N,80.57222°E. Allí neix el riu Tepagarhi. A la fortalesa hi havia el palau del sobirà gond de Tepagarh. El més important de la nissaga fou Param Raja que va dominar tot el país de Wairagarh; envaït per una força important des de Chhattisgarh, els va derrotar després d'una llarga lluita, però en la persecució va patir una caiguda, i la rani va quedar a la mercè d'un grup enemic i en veure al seu marit caigut va llançar el seu carruatge contra els enemics i va morir; el rajà gond, que tot i la caiguda va triomfar, al saber la mort de la rani es suïcidà. Després d'això Tepargarh va quedar abandonada.